# 埴輪踊る男子像
埴輪踊る男子像（はにわおどるだんしぞう）は、群馬県前橋市五代町で出土したとされる古墳時代後期（6世紀後半）の人物形象埴輪。1983年（昭和58年）4月25日に前橋市指定重要文化財（有形文化財）第34号に指定されている。なお東京国立博物館所蔵の「埴輪 踊る人々（踊る埴輪）」とは全く別の埴輪である。

## 概要
当埴輪は、6世紀後半頃の作と考えられている高さ63センチメートルの人物形象埴輪である。腰（上衣の裾）から下の表現のない半身立像で、頂部を欠損するが三角形の帽子をかぶり、両腕を真上に掲げる所作を表している。左手の先と、上衣の裾より下の円筒底部付近を一部欠損する。前橋市五代町で出土したとされるが、正確な出土地点や樹立されていた古墳名などは不明である。
1983年（昭和58年）の有形文化財指定に伴う前橋市教育委員会による報告書では「歌舞を演じる楽人をかたどったものであろうと考えられる。道化師のように軽やかな身のこなしを感じさせる。」「実によく調和のとれた姿態であり、当時の人々の風俗、習慣、信仰等を知る上で貴重な資料である」として、この埴輪の所作を「踊り」と見なしており、同市芳賀・桂萱地区の文化財を紹介する現在の資料でも「両手を挙げて踊る様子は当時の農夫の喜びの表情があらわされているといわれて」いると解説している。現在は、同市勝沢町719の前橋市立芳賀小学校が所蔵している。
なお、1996年（平成8年）や2007年（平成19年）の論考などで、いわゆる踊る埴輪（東京国立博物館所蔵）を、踊りではなく片腕を掲げて馬の手綱を引く姿の半身立像（塚田分類Ⅰa5類）の「馬飼埴輪」と判断した塚田良道（大正大学教授）による男子像55種の分類法に従えば、当資料は「男子半身立像で両腕を掲げる一群（Ⅰa6類）」にあたり、埴輪男子像の類例の中では比較的数の少ないものとされる。また、古墳に樹立される埴輪群像内において半身立像は、全身（脚付き）立像・全身座像より階層的に下位にあたる人物埴輪と位置付けられている。

## その他
群馬県および「群馬歴史文化遺産発掘・活用・発信実行委員会」が2018年（平成30年）に開催した「群馬HANI-1（はにわん）グランプリ」の人気投票（全100体）にエントリーしているが、上位20位には届かなかった。